# Korona słowacka
Korona słowacka (słow. slovenská koruna, skrót "Sk") – była jednostka monetarna Słowacji, dzieląca się na 100 halerzy (słow. halier). Od 8 lutego 1993 r. do 31 grudnia 2008 r. waluta niepodległej Słowacji, 1 stycznia 2009 zastąpiona przez euro (1 EUR=30,126 SKK). 16 stycznia 2009 był ostatnim dniem, gdy możliwe było używanie korony słowackiej. 1 SKK = ok. 0,1376 zł (31 grudnia 2008).
Banknoty są w nominałach 20 Sk, 50 Sk, 100 Sk, 200 Sk, 500 Sk, 1000 Sk i 5000 Sk. Monety 50 h, 1 Sk, 2 Sk, 5 Sk, 10 Sk. 31 grudnia 2003 roku wycofano z obiegu monety 10 halerzy i 20 halerzy.
W Republice Czeskiej i w Republice Słowackiej po rozpadzie Czechosłowacji najpierw obowiązywała unia monetarna i wspólna waluta korona czechosłowacka. Wkrótce jednak okazało się, że ze względów gospodarczych nie można jej dłużej utrzymywać i od 8 lutego 1993 roku wprowadzono dwie waluty: korona czeska (CZK) i korona słowacka (SKK). Najpierw na federalnych banknotach umieszczono czeskie lub słowackie znaczki, później każde z państw drukowało własne banknoty. Federalne monety po rozpadzie unii obowiązywały w obu państwach, dopóki nie wyprodukowano wystarczającej ilości nowych monet.
W nocy z 25 na 26 listopada 2005 roku władze Słowacji w porozumieniu z Europejskim Bankiem Centralnym nieoczekiwanie zdecydowały o wprowadzeniu tego kraju do systemu ERM-2. Parytet EUR/SKK został ustalony na poziomie 38.445, pasmo wahań na+/-15% (32.6868 – 44.2233). Później ten poziom zmieniono na 35.4424 SKK/EUR (19 marca 2007) i ostatecznie na 30.126 SKK/EUR (28 maja 2008).
| Fotografia | Opis |
| ---------- | --- |
|            | Banknot o nominale 20 koron na awersie przedstawiał portret pierwszego udokumentowanego słowackiego księcia – Pribinę, który władał Księstwem Nitrzańskim do 833 roku. Na rewersie przedstawiony jest zamek w Nitrze oraz pochodzący z IX wieku brązowy naszyjnik odnaleziony na stanowisku archeologicznym Nitra-Lupka. |
|            | Banknot o nominale 50 koron na awersie przedstawiał wizerunek apostołów Słowian – świętych Cyryla i Metodego. Na rewersie banknotu przedstawia motyw dwóch rąk między którymi znajduje się siedem pierwszych liter starosłowiańskiego alfabetu – głagolicy. Na banknocie pojawia się również kościół z Dražoviec, który jest symbolem początków chrześcijaństwa na Słowacji. |
|            | Banknot o nominale 100 koron przedstawiał rzeźbę Madonny z Ołtarza Narodenia w kościele św. Jakuba w Lewoczy. Autorem gotyckiej rzeźby jest znany średniowieczny rzeźbiarz Mistrz Paweł. Na rewersie znajdują się dwa najważniejsze budynki Lewoczy – kościół św. Jakuba i ratusz. |
|            | Banknot o nominale 200 koron na awersie przedstawiał Antona Bernoláka (1762-1813), księdza, językoznawcę, jednego z przedstawicieli słowackiego odrodzenia narodowego. W historii Słowaków zapisał się jako pierwszy kodyfikator spisanego języka słowackiego – tzw. bernolákovčiny. Na rewersie banknotu przedstawiona jest historyczna panorama Trnawy z XVIII wieku. Na pierwszym planie dominuje współczesny wygląd symbolu miasta – renesansowa wieża miejska. |
|            | Banknot o nominale 500 koron na awersie przedstawia jedną z najznamienitszych postaci narodu słowackiego XVIII wieku – Ľudovít Štúr, głównego twórcę koncepcji odrębnej słowackiej tożsamości narodowej, kodyfikator spisanego języka słowackiego. Na rewersie przedstawiona jest kompozycja bratysławskiego zamku i barokowego kościoła św. Mikołaja z fragmentem wieży gotyckiego kościoła Klarysek. Całość uzupełnia pierwszy plan Bratysławy z XIV wieku z drzeworytu CHRONICA PICTA – bratysławski zamek, trzy kościoły wewnątrz fortyfikacji i stylizowany Dunaju. |
|            | Banknot o nominale 1000 koron przedstawiał portret Andreja Hlinki (1864 – 1938), znaczącej postaci współczesnej historii Słowacji. Na rewersie banknotu znajdują się elementy związane z jego osobą. Głównym elementem jest Matka Boska Pocieszycielka Wiernych, fresk ze średniowiecznego kościoła pw. świętych Szymona i Judy w Liptovských Sliačach koło Rużomberka. Lewą część banknotu zajmuje podobizna kościoła św. Andrzeja w Rużomberku. W lewą część płaszcza Madonny wkomponowany jest motyw mauzoleum Hlinki.                                                |
|            | Banknot o nominale 5000 koron przedstawiał portret Milana Rastislava Štefánika (1880 – 1919), dyplomatę, polityka, wojskowego i astronoma, uzupełniony ilustracjami słońca i księżyca symbolizującymi okres, kiedy Štefánik zajmował się astronomią. Na rewersie przestawiona była mogiła M. R. Štefánika na górze Bradlo. Na banknocie przedstawiony był też gwiazdozbiór Wielkiej Niedźwiedzicy i kwiaty sasanki wielkokwiatowej. |

## KoronaPierwszej Republiki Słowackiej
Korona (po słowacku koruna slovenská, odwrotnie niż w latach 1993–2008, także skrót był inny – "Ks") była środkiem płatniczym na Słowacji podczas II wojny światowej w latach 1939–1945. Słowacka korona zastąpiła koronę czechosłowacką w stosunku 1:1, a następnie została zastąpiona przez ponownie ustanowioną koronę czechosłowacką również według wartości nominalnej.
Początkowo korona Republiki Słowackiej miała równą wartość do korony Protektoratu Czech i Moraw, gdzie 10 koron = 1 Reichsmarka. 1 października 1940 kurs został zmieniony, 11.62 korony = 1 Reichsmarka, przy czym wartość waluty Protektoratu nie uległa zmianie. Pieniądze emitował Narodowy Bank Słowacki (Národná Banka Slovenska). 1 korona = 100 halerzy.

### Monety z lat 1939–1945

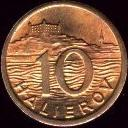
rewers monety o nominale 10 halerzy z wizerunkiem zamku w Bratysławie za Dunajem
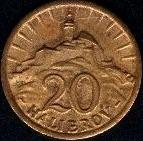
rewers monety o nominale 20 halerzy z wizerunkiem zamku w Nitrze
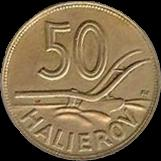
rewers monety o nominale 50 halerzy z wizerunkiem pługa
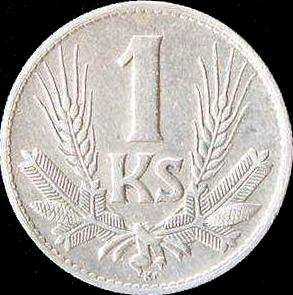
rewers monety o nominale 1 korony
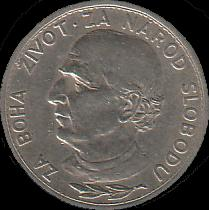
rewers monety i nominale 5 koron z wizerunkiem Andreja Hlinki i inskrypcją ZA BOHA ŽIVOT. ZA NÁROD SLOBODU
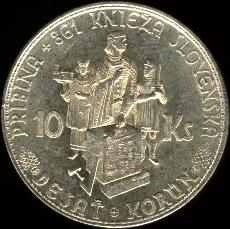
rewers monety o nominale 10 koron z wizerunkiem księcia Pribiny i inskrypcją PRIBINA + 861 KNIEŽA SLOVENSKA
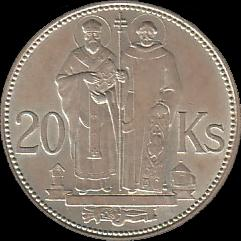
rewers monety o nominale 20 koron z wizerunkiem świętego Cyryla i Świętego Metodego
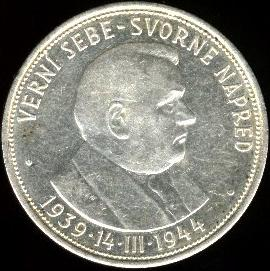
rewers monety o nominale 50 koron z wizerunkiem Jozefa Tiso i inskrypcją VERNÍ SEBE – SVORNE NAPRED

### Monety z lat 1993–2008
W 1993 r. Monety zostały wprowadzone w nominałach 10, 20 i 50 halerzy, 1, 2, 5 i 10 koron. 10- i 20-halierowe monety zostały wycofane z obiegu 31 grudnia 2003 r. W 1996 r. 50-halierowa moneta była mniejsza, a zamiast aluminium była wykonana z miedziowanej stali.
Na awers monety znajduje się herb Słowacji, z motywami wywodzącymi się ze słowackiej historii.
- 10 halerzy (w kolorze srebrnym) – ośmiokątna drewniana dzwonnica z Zemplina (początek XIX wieku) = 0,0033 €
- 20 halerzy (kolor srebrny) – szczyt Krywań w Tatr Wysokich = 0,0066 €
- 50 halerzy (kolor miedziany) – renesansowa wieża wielokątna zamku Devín = 0,0166 €
- 1 korony (w kolorze miedzi) – gotycka drewniana rzeźba Madonny z dzieckiem (ok. 1500) = 0,0332 €
- 2 korony (w kolorze srebrnym) – rzeźba ziemna siedzącej Wenus z Hradok (4. tysiąclecie p.n.e.) = 0,0664 €
- 5 koron (w kolorze srebrnym) – rewers monety celtyckiej z Biatec (I w. p.n.e.) = 0,166 €
- 10 koron (kolor miedziany) – brązowy krzyż (XI w.) = 0,332 €